# لا کاررا
لا کاررا دهستانی در استان آبیلای اسپانیا است.
در این دهستان ۲۵۷ نفر زندگی می‌کنند. مساحت این دهستان ۱۴٫۳۴ کیلومتر مربع است.